# Charte de l'Organisation des États américains
La Charte de l'Organisation des États américains, appelée aussi Charte de Bogota ou Charte OÉA est le traité inter-américain par lequel a été instaurée l'Organisation des États américains. Signée lors de la 9e conférence internationale américaine du 30 avril 1948, dans la ville de Bogota elle est entrée en vigueur le 13 décembre 1951.
Cette charte a été modifiée par :
- le protocole de Buenos Aires (27 février 1967)
- le protocole de Cartagena de Indias (5 décembre 1985)
- le protocole de Washington (14 décembre 1992)
- le protocole de Managua (10 juin 1993)

## Pays signataires de la charte OÉA

### 1948(pays fondateurs)
- Argentine
- Bolivie
- Brésil
- Chili
- Colombie
- Costa Rica
- Cuba
- République dominicaine
- Équateur
- États-Unis
- Guatemala
- Haïti
- Honduras
- Mexique
- Nicaragua
- Panama
- Paraguay
- Pérou
- Salvador
- Uruguay
- Venezuela

### 1967
- Antigua-et-Barbuda
- Barbade
- Trinité-et-Tobago

### 1969
- Jamaïque

### 1975
- Grenade

### 1977
- Suriname

### 1979
- Dominique
- Sainte-Lucie

### 1981
- Saint-Vincent-et-les-Grenadines

### 1982
- Bahamas

### 1984
- Saint-Christophe-et-Niévès

### 1990
- Canada

### 1991
- Belize
- Guyana

## Lien
La charte de l'Organisation des États américains sur le site officiel